# Південний Хорасан
Півде́нний Хораса́н (перс. خراسان جنوبی Xorâsân-e Janubi, тадж. Устони Хуросони) — провінція (остан), розташована у східному Ірані. Центр провінції — Бірдженд, інші великі міста — Кайєн (33 тис.), Фердоусі (25 тис.), Бошруйє (14 тис.).
Південний Хорасан — одна з трьох провінцій, які були створені після поділу Хорасану в 2004 році. Населення — 510 тис. осіб, більша частина перси, а також белуджі, пуштуни та таджики.